# Маршрутизатор широкополосного удалённого доступа
Маршрутизатор широкополосного удалённого доступа (англ. Broadband Remote Access Server — сокращённо BRAS или BBRAS) маршрутизирует трафик к/от мультиплексора доступа цифровой абонентской линии (DSLAM) или коммутатора в сетях интернет-провайдера.

xDSL Connectivity diagram

BRAS находится в ядре сети провайдера и агрегирует пользовательские подключения из сети уровня доступа. Именно на BRAS’е провайдер может применять политику маршрутизации и качества обслуживания (QoS).
Специфичные задачи:
- Агрегирует клиентов от DSLAM'ов
- Обеспечивает пользовательские сессии по протоколам PPP или ATM
- Применяет политику качества обслуживания (QoS)
- Маршрутизирует трафик в магистральную сеть (backbone) провайдера

DSLAM собирает поток данных от множества пользователей в одну точку так, чтобы он мог быть загружен маршрутизатору через протоколы Frame Relay, ATM или Ethernet.
Маршрутизатор производит логическую терминацию туннелей точка-точка (PPP). Это могут быть инкапсулированные туннели PPP через Ethernet (PPPoE), PPP через ATM (PPPoA). Выступая точкой терминации, BRAS отвечает за назначение параметров туннелей от пользователей, таких как IP-адрес. BRAS также является первым хопом от клиента в Интернет.
BRAS также является интерфейсом к системам аутентификации, авторизации и учёта трафика (например RADIUS).
По стандартам RFC 8772BRAS имеет альтернативное название BNG.